# Zalea earlyi
Zalea earlyi är en tvåvingeart som beskrevs av Mcalpine 2007. Zalea earlyi ingår i släktet Zalea och familjen Canacidae. Inga underarter finns listade i Catalogue of Life.